# Jim Montgomery (natation)
Pour les articles homonymes, voir Jim Montgomery et Montgomery.
James ("Jim") Paul Montgomery, né le 24 janvier 1955 à Madison dans le Wisconsin, est un ancien nageur américain spécialiste du sprint en nage libre. Il fut triple champion olympique et septuple champion du monde dans les années 1970.
Vainqueur du 100 m nage libre aux Jeux olympiques de Montréal en 1976, il fut le premier nageur à descendre sous la barre des 50 secondes sur la discipline reine de la natation. Outre son titre olympique individuel, il a également remporté deux médailles d'or en relais lors de la compétition.
Lors de la première édition des championnats du monde en 1973 à Belgrade, le sprinteur américain réalise un quintuplé magistral en remportant le 100 et le 200 m nage libre, et en participant aux trois victoires des relais américains.
En 1986, il est nommé pour figurer au prestigieux musée sportif de l'International Swimming Hall of Fame.

## Palmarès

### Jeux olympiques
- Jeux olympiques de 1976 à Montréal (Canada) :
  -  Médaille d'or sur l'épreuve du 100 m nage libre (49 s 99 : Record du monde).
  -  Médaille d'or avec le relais américain 4 × 200 m nage libre (7 min 23 s 22 Record du monde).
  -  Médaille d'or avec le relais américain 4 × 100 m 4 nages (3 min 42 s 22 Record du monde).
  -  Médaille de bronze sur l'épreuve du 200 m nage libre (1 min 50 s 38).

### Championnats du monde
- Championnats du monde 1973 à Belgrade (Yougoslavie) :
  -  Médaille d'or sur l'épreuve du 100 m nage libre.
  -  Médaille d'or sur l'épreuve du 200 m nage libre.
  -  Médaille d'or avec le relais américain 4 × 100 m nage libre.
  -  Médaille d'or avec le relais américain 4 × 200 m nage libre.
  -  Médaille d'or avec le relais américain 4 × 100 m 4 nages.

- Championnats du monde 1975 à Cali (Colombie) :
  -  Médaille d'or avec le relais américain 4 × 100 m nage libre.
  -  Médaille de bronze sur l'épreuve du 100 m nage libre.

- Championnats du monde 1978 à Berlin (Allemagne de l'Ouest) :
  -  Médaille d'or avec le relais américain 4 × 100 m nage libre.
  -  Médaille d'argent sur l'épreuve du 100 m nage libre.

## Records
- 100 m nage libre en grand bassin :
  - Record du monde du 21 juin 1975 au 3 août 1975 (1 amélioration : 51 s 12).
  - Record du monde du 23 août 1975 au 14 août 1976 (3 améliorations : 50 s 59, 50 s 39, 49 s 99).

- 7 records du monde en relais.